# Drosophila cogani
Drosophila cogani este o specie de muște din genul Drosophila, familia Drosophilidae, descrisă de Tsacas și Ronald Henry Lambert Disney în anul 1974. Conform Catalogue of Life specia Drosophila cogani nu are subspecii cunoscute.